# Seleção Singapurense de Futebol Feminino
A Seleção de Singapura de Futebol Feminino representa Singapura nas competições de futebol feminino da FIFA.